# Лизуново
Лизуново — деревня в Александровском муниципальном районе Владимирской области России, входит в состав Каринского сельского поселения.

## География
Деревня расположена в 23 км на юго-запад от города Александрова. Ближайший город — Струнино

## История
В 1628 году крестьяне деревень: Малинникова, Лизуново и Воскресенского обратились к патриарху Иоакиму с просьбой разрешить им построить церковь в деревне Лизуново и освятить ее в честь Архистратига Михаила. Но разрешение было дано построить церковь  на прежнем месте в селе Тимофеевском. В деревне Лизуново тогда числилось 45 дворов. В деревне Лизуново имелась часовня, время построения которой неизвестно. 
До революции крупная деревня в составе Ботовской волости Александровского уезда. Население (1859) — 507 чел.
С 1929 года деревня входила в состав Ново-Воскресенского сельсовета Александровского района, с 1941 года — в составе Струнинского района, с 1959 года — центр Лизуновского сельсовета, с 1965 года — в составе Александровского района, с 2005 года — в составе Каринского сельского поселения.

## Население
| 1859 | 1905 | 1926 | 2002 | 2010 | 2021 |
| ---- | ---- | ---- | ---- | ---- | ---- |
| 507  | ↗607 | ↘493 | ↘409 | ↘304 | ↘184 |

## Инфраструктура
В деревне имеется детский сад, школа, амбулатория, библиотека, сельский клуб. 
12 апреля 2017 года в Лизунове открылось первое на территории Владимирской области модульное отделение почтовой связи.

## Достопримечательности
В деревне есть музей писателя Мусатова А. И. и памятник жителям, погибшим на Великой Отечественной войне. Рядом с деревней находится родник под названием «Святой колодец», который остался после ночлега Святого Стефана Махрищского. Этот колодец нашли школьники Лизуновской школы. Данный проект занял первое место в Международном конкурсе проектов[каком?].
- Памятник жителям деревни, погибшим в Великой Отечественной войне
- Общий вид деревни. Вид со стороны шоссе
- Дом-музей писателя А.И. Мусатова
- Мемориальная табличка на стене дома-музея писателя А.И. Мусатова